# 히오르히안 데 아라스카에타
히오르히안 다니엘 데 아라스카에타 베네데티(스페인어: Giorgian Daniel De Arrascaeta Benedetti, 1994년 6월 1일 ~)은 우루과이의 축구 선수로 현재 브라질 세리이 A의 CR 플라멩구에서 공격형 미드필더로 활약 중이다.

## 국제 경력

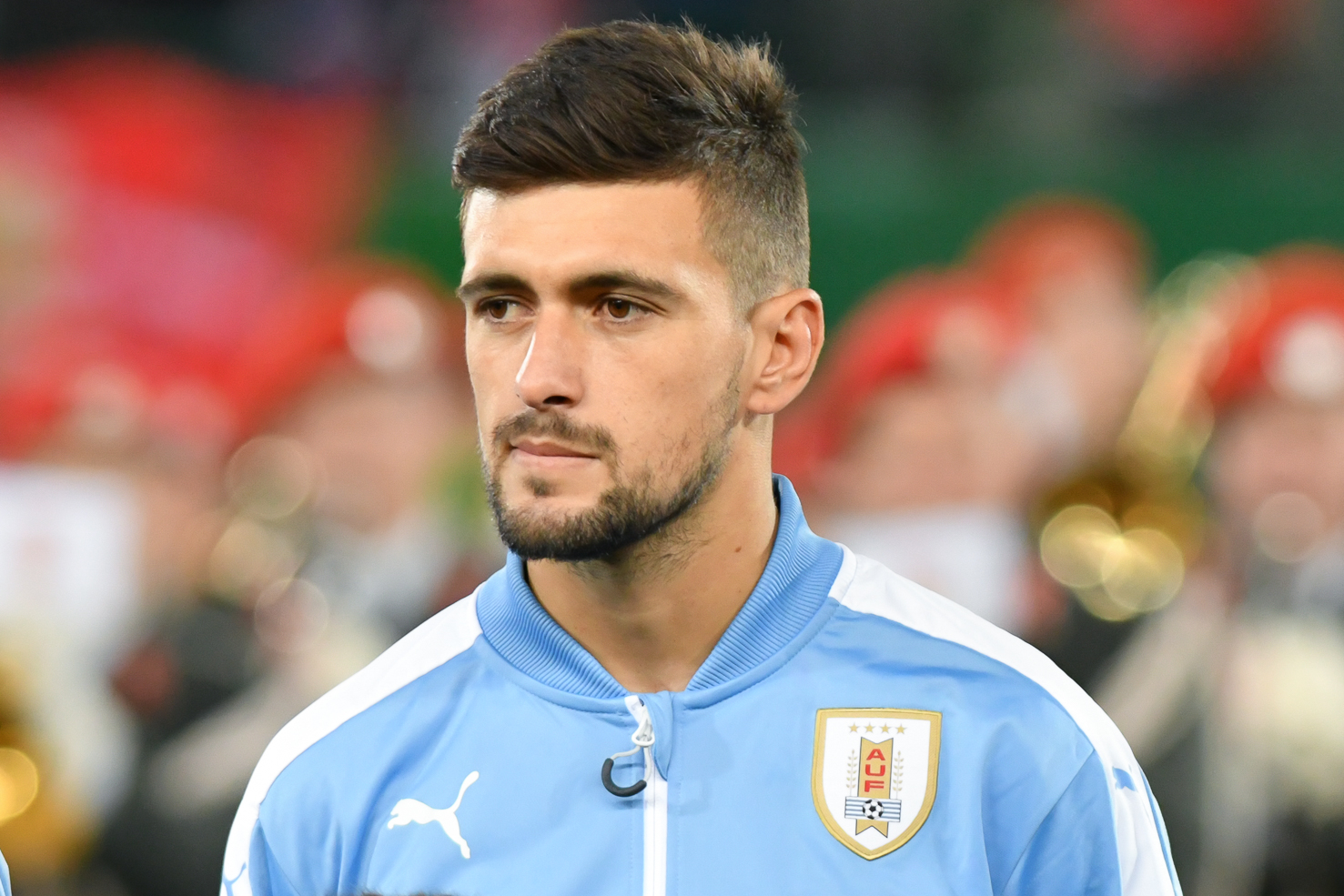
데 아라스카에타와 우루과이

데 아라스카에타는 2013년 FIFA U-20 월드컵에서 우루과이 U-20 축구 국가대표팀이 준우승을 차지하는 데에 기여하며, 2014년 9월 대한민국 축구 국가대표팀과의 친선 경기에서 우루과이 선수단 데뷔를 하였다. 그는 고양에서 열린 경기에서 호세 히메네스가 골을 넣는 데 어시스트하여 1-0으로 승리했다.
데 아라스카에타는 감독 오스카르 타바레스에 의해 2015년 코파 아메리카를 위한 우루과이 대표팀 명단에 포함되었다. 그는 전설적인 국가대표팀 선수 디에고 포를란이 입었던 명예로운 번호 10번을 맡았다. 2015년 6월 6일, 데 아라스카에타는 몬테비데오에서 열린 코파 아메리카 전 대회 친선 경기에서 과테말라를 상대로 열린 경기에서 자신의 첫 번째 시니어 국제 골을 넣었다. 데 아라스카에타는 6월 13일 우루과이가 그룹 리그 개막 경기에서 자메이카를 1-0으로 이기는 데에 64분에 교체 선수로 나와 출전했다.2018년 5월, 그는 러시아에서 열리는 2018년 FIFA 월드컵을 위해 우루과이의 예비 26인 대표팀 명단에 이름을 올렸다.
2021년 6월 10일, 데 아라스카에타는 우루과이의 2021년 코파 아메리카 최종 명단에 확정되었다.
2022년 12월 2일, 데 아라스카에타는 2022년 FIFA 월드컵 카타르 대회에서 그룹 스테이지 마지막 경기에서 가나를 상대로 2-0으로 승리하는 데에 양팀의 경기에서 득점을 기록했다. 하지만 이로써 우루과이는 그룹 스테이지에서 득점 기준으로 대한민국에게 2-1로 밀리며 16강 진출에 실패하게 되었다.

## 수상

### 클럽
데펜소르 스포르팅
- 우루과이 프리메라 디비시온 : 우승 (2012-13 클라우수라), 3위 (2014-15 클라우수라)
- 코파 리베르타도레스 : 4강 (2014)

 크루제이루 EC
- 캄페오나투 미네이루 : 우승 (2018), 준우승 (2017), 4강 (2015, 2016)
- 코파 두 브라지우 : 우승 (2017, 2018), 4강 (2016)
- 브라질 프리메이라리가 : 4강 (2017)

 CR 플라멩구
- 브라질 세리이 A : 우승 (2019, 2020), 준우승 (2021)
- 캄페오나투 카리오카 : 우승 (2019, 2020, 2021), 준우승 (2022)
- 코파 두 브라지우 : 우승 (2022), 4강 (2021)
- 코파 리베르타도레스 : 우승 (2019, 2022), 준우승 (2021)
- FIFA 클럽 월드컵 : 준우승 (2019)
- 수페르코파 두 브라지우 : 우승 (2020, 2021), 준우승 (2022)
- 레코파 수다메리카나 : 우승 (2020)

### 국가대표팀
우루과이 U-20
- CONMEBOL U-20 축구 선수권 대회 : 3위 (2013)
- FIFA U-20 월드컵 : 준우승 (2013)

### 개인
- 캄페오나투 카리오카 올해의 팀 : 2021, 2022
- 브라질 세리이 A 올해의 팀 : 2018, 2019, 2022
- 브라질 세리이 A 최우수 선수 : 2019, 2020, 2022
- 코파 리베르타도레스 토너먼트 팀 : 2021, 2022
- 남미 올해의 팀 : 2019, 2021

## 같이 보기
- 축구선수
- 축구